# Sedudu

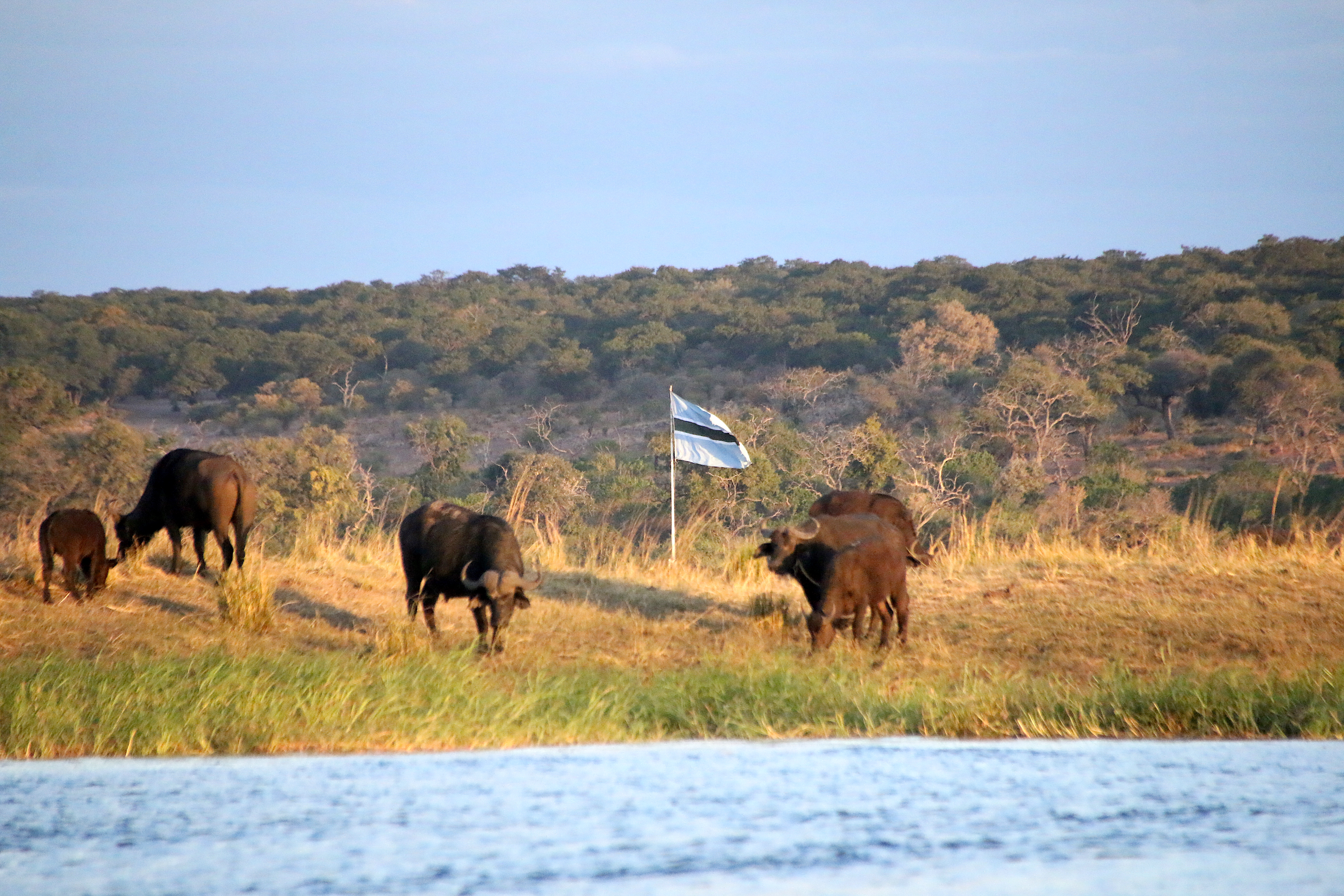
Sedudu (vorn) mit Botswana-Flagge und Büffelherde

Sedudu (in Namibia Kasikili genannt) ist eine Insel im Kwando (Cuando) an der Grenze zwischen Namibia und Botswana, nahe der Stadt Kasane in Botswana.  Kasikili ist der namibische Name, Sedudu der botswanische für die Insel, die eine Fläche von etwa 5 km² einnimmt. Es gibt keine dauerhaften Bewohner, denn in jedem Jahr wird die Insel für einige Monate überschwemmt, beginnend etwa im März.

## Gebietsdisput
Die Insel war seit spätestens 1992 der Gegenstand eines Gebietsdisputs zwischen diesen beiden Ländern, der 1999 vom Internationalen Gerichtshof zugunsten Botswanas geregelt wurde.
Der Streitpunkt der beiden Staaten basierte auf dem Inhalt eines Vertrages, der am 1. Juli 1890 zwischen dem Vereinigten Königreich und dem Deutschen Reich geschlossen wurde und bei dem diese die Grenzen ihrer jeweiligen Einflusssphären in Afrika festlegten. Die Gebiete, die heute Namibia und Botswana bilden, waren damals ein deutsches Schutzgebiet bzw. ein britisches Protektorat (Deutsch-Südwestafrika und Betschuanaland).
1996 erzielten Namibia und Botswana ein spezielles Abkommen, in dem sie sich darauf einigten, den Fall vor den Internationalen Seegerichtshof – als ersten Fall überhaupt – in Hamburg zu bringen. In den Bedingungen des Abkommens baten die beiden Staaten den Internationalen Gerichtshof, „auf der Basis des Anglo-Deutschen Vertrages vom 1. Juli 1890 und den Regeln und Prinzipien des internationalen Rechts den Grenzverlauf zwischen Namibia und Botswana um Kasikili/Sedudu und den rechtlichen Status der Insel festzulegen“. Schlussendlich wurde der Fall vor dem Internationalen Gerichtshof verhandelt.

### Die Entscheidung des Internationalen Gerichtshofes
Laut dem Inhalt des Vertrags von 1890 legten das Deutsche Reich und Großbritannien die Grenze ihrer Interessensphären auf den Hauptlauf des Cuando. Der eigentliche Streit zwischen den Ländern betraf die Lokation dieses Hauptarms; Namibia behauptete, er verlaufe südlich, Botswana hielt an der Meinung fest, er verlaufe nördlich der Insel. Da der Vertrag von 1890 den Hauptarm nicht definierte, musste der Gerichtshof selbst entscheiden, welches der Hauptlauf des Cuando um die Insel sei.
Dazu zog das Gericht die Tiefe und die Breite der beiden Arme in Betracht, außerdem das Wasservolumen, das pro Arm abfloss, das Profil des Flussbettes sowie die Schiffbarkeit des Flusses. Nachdem alle Messungen vorgenommen waren, entschied der Gerichtshof, dass „der nördliche Arm des Cuandoflusses um Kasikili/Sedudu als Hauptlauf betrachtet werden muss“.
Der Gerichtshof gab an, dass er keine Schlüsse aus Kartenmaterial habe ziehen können; dies „in Betracht der Nichtexistenz einer Karte, in der offiziell die Absichten der beiden Parteien vom Vertrag von 1890 gezeigt sind“ und „wegen der Unsicherheit und Inkonsequenz“ der von Botswana und Namibia bereitgestellten Karten.
Der Gerichtshof zog auch Namibias Alternativargument in Betracht, dass Namibia und seine Vorgänger Anspruch auf die Insel hätten, da sie seit dem Beginn des Jahrhunderts die unumschränkte Jurisdiktion auf der Insel ausgeübt hätten; dies in vollem Bewusstsein und voller Akzeptanz durch die Behörden Botswanas und seiner Vorgänger. Das Gericht befand, dass die Masubia aus dem namibischen Caprivizipfel die Insel zwar seit vielen Jahren nutzen, dies aber erstens unregelmäßig und nach den saisonalen Besonderheiten täten, und zweitens ausschließlich für agrikulturelle Zwecke, ohne dass feststehe, dass sie die Staatsbehörden verkörperten. Deshalb lehnte der Gerichtshof dieses Argument ab.
Nachdem festgestellt worden war, dass die Grenze zwischen Botswana und Namibia um Kasikili/Sedudu der Linie der tiefsten Lotung im Nordarm des Cuando folgte und dass die Insel zukünftig Teil des Territorium Botswanas sein würde, erinnerte der Gerichtshof daran, dass sich die beiden Staaten laut dem Inhalt einer Vereinbarung vom Mai 1992 („Kasane-Communiqué“) dazu verpflichtet hatten, unbehinderte Schifffahrt für alle Fahrzeuge in den Wasserläufen um die Insel zu ermöglichen.